# 下東史明
下東 史明（しもひがし ふみあき、1981年 - ）は、日本のコピーライター、クリエイティブディレクター。京都府出身。

## 経歴
- 東京大学法学部を卒業後、2004年博報堂入社。現在に至る。宣伝会議のコピーライター養成講座では講師を務める。[2]

## 主な仕事
- 「365日分の差は大きい。」（日本経済新聞・日経電子版）
- モノカブTVCM[3]
- 「俺は持ってる。」（アサヒグループ食品・ミンティア）
- イエローハットTVCM（イエローハット）
- 「セカストする？」（セカンドストリート）[2]
- 「ハイ、そこでGABA。」（GABA）
- New Manual[4]
- 「まんまん満足」(1本満足バー)
- 「ぜったい、いい夏に、しよう。」（アサヒ飲料・カルピスウォーター）
- 「New Air,On Air」（テレビ朝日）
- 「つなぐ。それはECO。」（NTTグループ）
- 「ロッテノベーション！」(ロッテ)
- 「活きる力を起動する。」（シャープ・アクオス）
- 「その歳でドキドキするのは恋じゃない。」（サントリー・胡麻麦茶）
- 「ホント毎日マジ助かる！」(花王・マジックリン)[5]
- 「今をもっと好きになる。」（アサヒ飲料・カルピスウォーター）[6]
- 「神パソコン」(富士通FMV)
- 「おなかの中は顔に出る。」（大塚製薬・ファイブミニ）
- 高橋克実シリーズ（サントリー・胡麻麦茶）
- ファシオTVCM（コーセー）[7]
- 「クイックルでよくない？」(花王・クイックル)[5]

## 主な著書
- 『トレインイロ』（朝日出版社）
- 『あたまの地図帳』（朝日出版社）[8]
- 『コピーライティングとアイデアの発想法』（宣伝会議）[9]

## 主な受賞
- TCC審査委員長賞賞
- TCC新人賞[10]
- 新聞広告朝日賞
- 交通交通グランプリ作品賞
- 日経広告賞
- ヤングカンヌ日本代表[11]など